# 拂呼缦

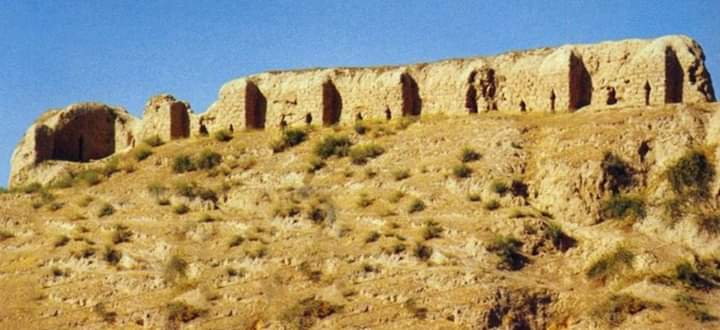
阿弗拉西卜遗址的城墙

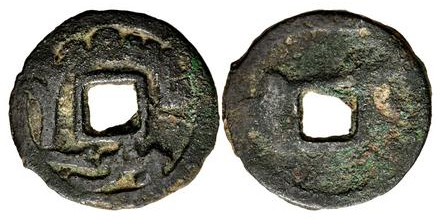
拂呼缦时期的硬币，约650-675年

拂呼缦（轉寫：βrxwm'n，标音：Varxumān；一作，轉寫：'βrxwm'n，标音：Avarxumān），是一位粟特君主（伊赫希德），在7世纪中期时统治撒馬爾罕（即康国），被唐朝册封为康居都督府都督，其名见于《新唐书》与《唐会要》。除中文记载外，他也因撒马尔罕的阿弗拉西卜遗址中的壁画而为人所知，壁画描绘了各国使者前来与他会见等场景。在壁画上有一段文字直接提到了他的名字。

## 历史记载
拂呼缦之名出现在《新唐书》和《唐会要》中，他于7世纪50年代被封为康居都督府都督，其国名义上成为唐朝的领土（羁縻）。
高宗永徽时，以其地（康）为康居都督府，即授其王拂呼缦为都督。
——《新唐书·卷二百二十一下·列傳第一百四十六下·西域下》

显庆三年，高宗遣果毅董寄生列其所居城為康居都督府。仍以其王拂呼縵為都督。
——《唐会要·卷九十九》
另据阿拉伯人纳尔沙希（al-Narshakhi）的记载，阿拉伯将领赛义德·本·乌斯曼（Said bin Uthman）在公元675年－677年间攻占并摧毁了撒马尔罕，在这以后“不再有撒马尔罕王”，这表明拂呼缦的统治可能是短暂的。而中文记载中，下一位康国王于万岁通天元年（696年）被册封。

## 相关文字
撒马尔罕的阿弗拉西卜遗址中的壁画展现了來自唐朝及突厥、石國等地的使者会见一位粟特君主的场景。这一场景可能发生于公元658年之后不久，当时唐朝已征服西突厥汗国。壁画中有一段粟特文字直接提到了拂呼缦的名字：
当国王Avarxumān Unašu来到身边时，（使者）开口了（说道）：“我是石汗那首相Pū̆karzādag。我受石汗那君主Turāntaš所派到此，来撒马尔罕觐见国王，（现在）在（此）向国王致敬。对于我，请不要有任何怀疑：我对撒马尔罕的众神和文字都十分熟悉，我也不会做任何伤害您的事。祝您吉祥！”国王Avarxumān Unašu许其自由。（接着）石国首相开口了。——使者衣服上的文字

## 壁画

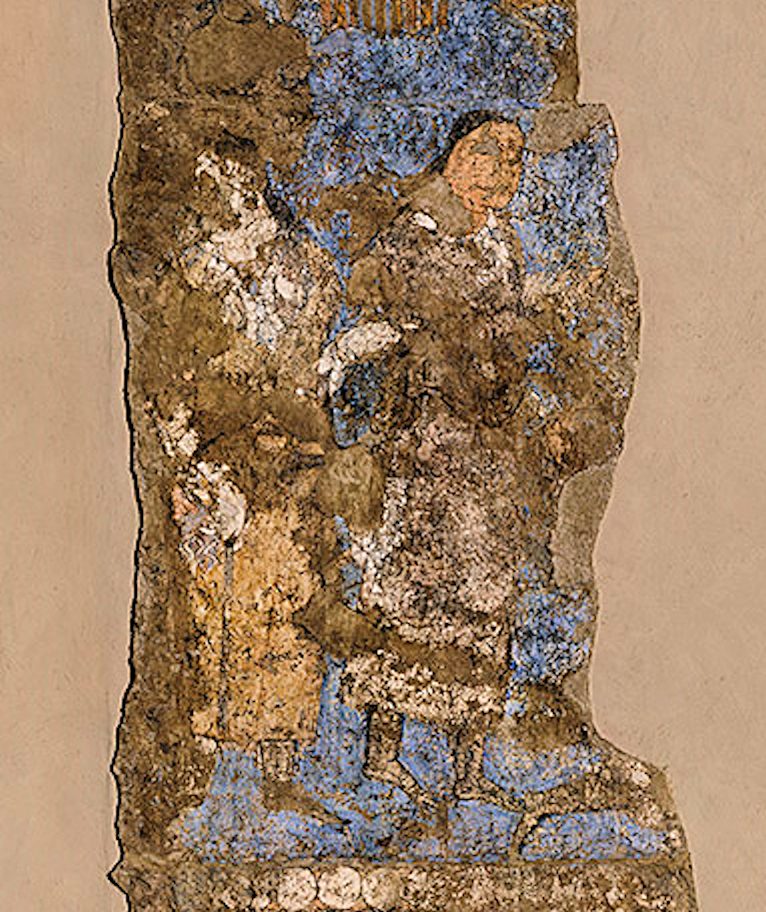
突厥军官护送使者前来访问拂呼缦，其中一人被标注为来自焉耆。可能绘制于公元648年－651年间，下同
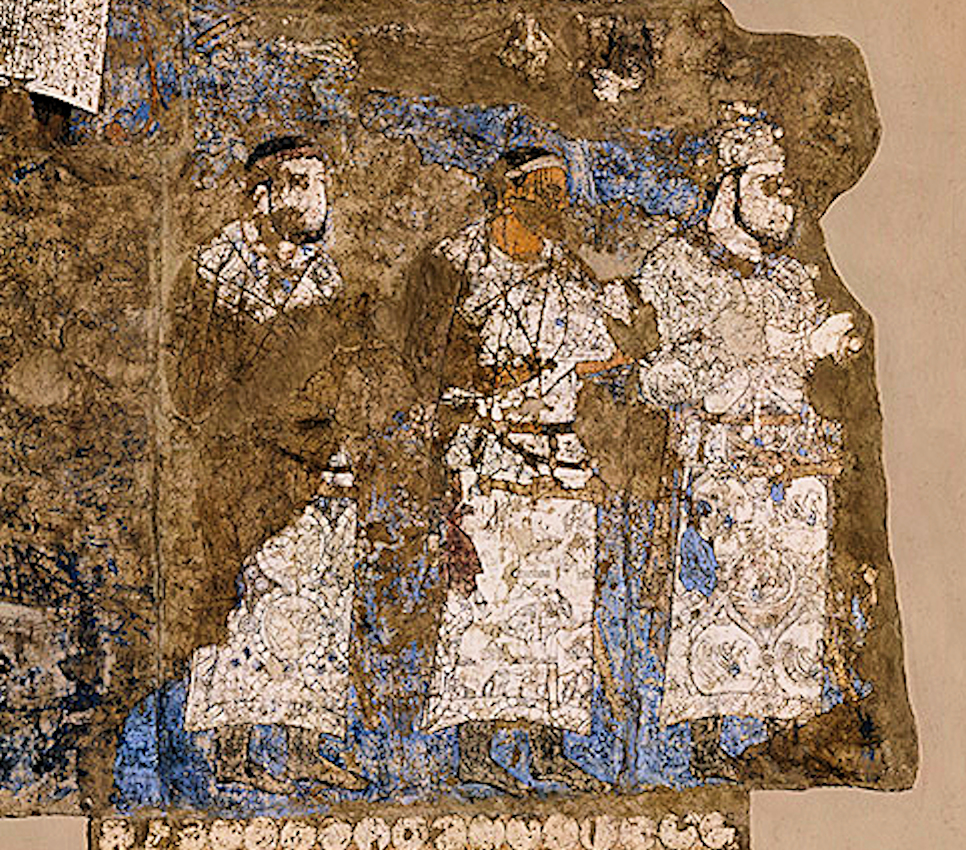
来自支汗那和石国的使者[3][2]，其中最右一位，也有学者认为其是拂呼缦本人或伊嗣俟三世
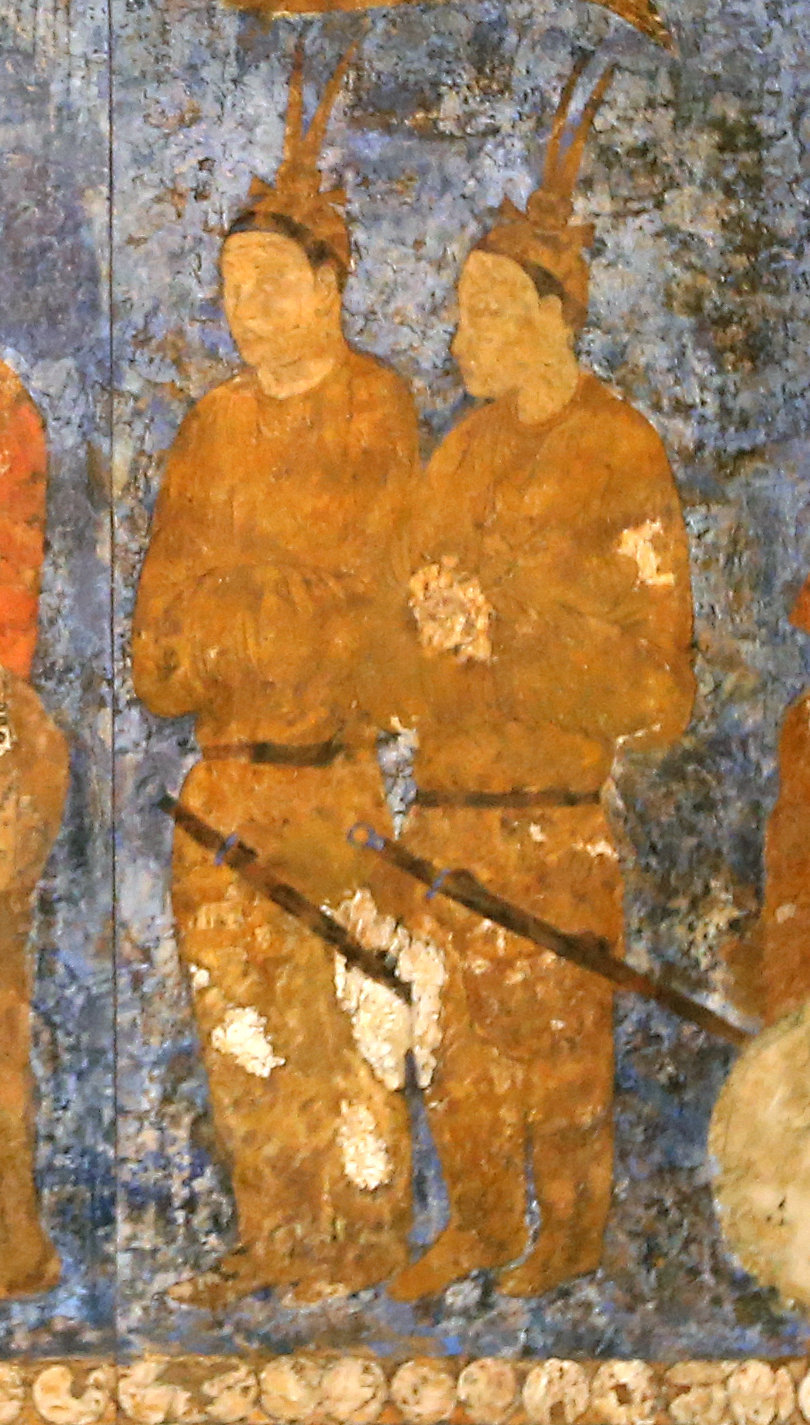
来自 高句丽（韩国人）的使者[8]，高于其身份的两只羽毛表明他们的身份
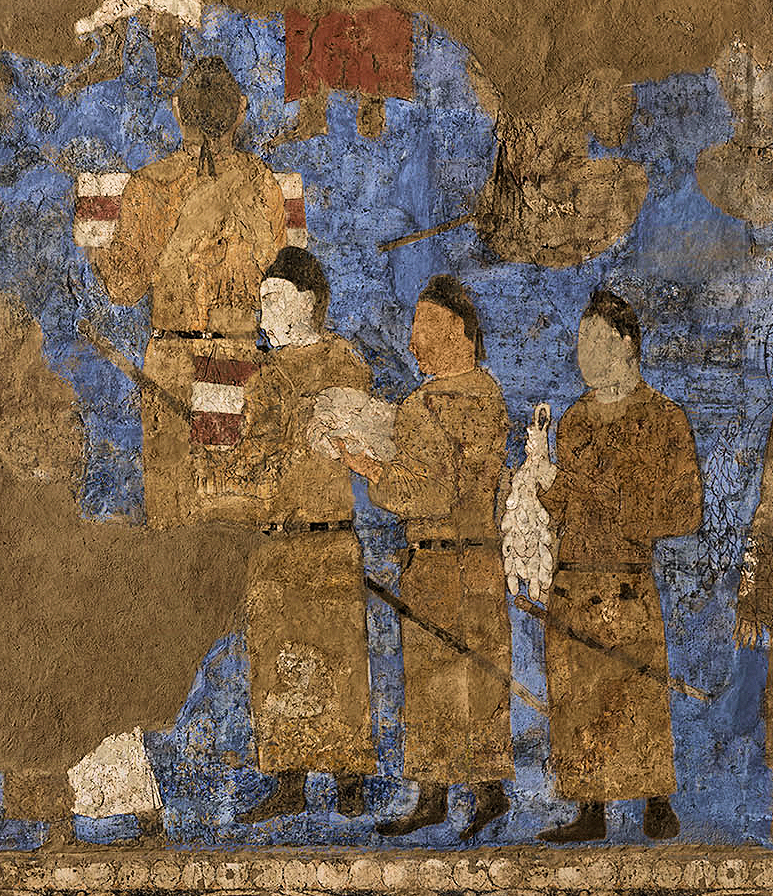
唐朝使者，携带丝绸和蚕茧